# جول وجولي
جول وجولي هو مسلسل رسوم متحركة فرنسي، يتكون من 52 حلقة عرض لأول مرة بين عامي 1991-1992. تمت دبلجة المسلسل للغة العربية.

## روابط خارجية
- جول وجولي على موقع IMDb (الإنجليزية)
- جول وجولي على موقع كينوبويسك (الروسية)
- جول وجولي على موقع ألو سيني (الفرنسية)
- جول وجولي على موقع قاعدة بيانات الفيلم (الإنجليزية)
- Petition to release "The Twins of Destiny" on DVD! - Facebook Group